# Піски (Попільнянська селищна громада)
Піски́ (до 1956 року хутір.) — село в Україні, в Житомирському районі Житомирської області. Входить до складу Попільнянської селищної громади. Населення становить 35 осіб.
Колищній орган місцевого самоврядування — Саверецька сільська рада.

## Географія
Село розташоване на лівому березі річки Кам'янка.